# Сборная Сан-Марино по футболу (до 21 года)
Молодёжная сборная Сан-Марино по футболу представляет Сан-Марино на футбольных соревнованиях.

## Тренерский штаб
- Маттео Чеккетти - главный тренер, технический специалист
- Джанлука Гатти - специалист по физподготовке
- Пьетро Мартини - тренер вратарей
- Сальваторе Мональдини - врач
- Микела Ротунно - массажист
- Массимо Ченсони - помощник главного тренера